# Ipriflavone
Ipriflavone (INN, JAN; tên thương hiệu Yambolap) là một isoflavone tổng hợp có thể được sử dụng để ức chế sự tái hấp thu xương, duy trì mật độ xương và để ngăn ngừa loãng xương ở phụ nữ sau mãn kinh. Nó không được sử dụng để điều trị loãng xương. Nó làm chậm hoạt động của các nguyên bào xương (tế bào ăn mòn xương), có thể cho phép các nguyên bào xương (tế bào tạo xương) xây dựng khối xương.
Một thử nghiệm lâm sàng báo cáo vào năm 2001 rằng nó không hiệu quả trong phòng ngừa hoặc điều trị loãng xương.
Một nghiên cứu mù đôi cho thấy ipriflavone có thể có hiệu quả trong việc giảm chứng ù tai ở những người bị bệnh xơ vữa động mạch.
Ipriflavone đã được mô tả là một phytoestrogen. Tuy nhiên, điều này là không chính xác, vì thuốc không liên kết hoặc kích hoạt thụ thể estrogen và cho thấy không có tác dụng estrogen ở phụ nữ sau mãn kinh. Thuốc ngăn ngừa mất xương thông qua các cơ chế khác biệt với các estrogen.